# 峨眉海桐
峨眉海桐（学名：Pittosporum omeiense）为海桐花科海桐花属下的一个种。

## 扩展阅读
- 維基物種上的相關：峨眉海桐